# Hymenozetes mirabilis
Hymenozetes mirabilis är en kvalsterart som beskrevs av Balogh 1962. Hymenozetes mirabilis ingår i släktet Hymenozetes och familjen Microzetidae. Inga underarter finns listade i Catalogue of Life.